# Chiesa di Sant'Agostino (Rimini)
La chiesa di Sant'Agostino è una chiesa di Rimini. Fu cattedrale della diocesi di Rimini dal 1798 al 1809. La chiesa, dedicata a san Giovanni evangelista, è nota come "di Sant'Agostino" in quanto gestita dai padri agostiniani dal XIII secolo fino alle soppressioni napoleoniche.

## Storia

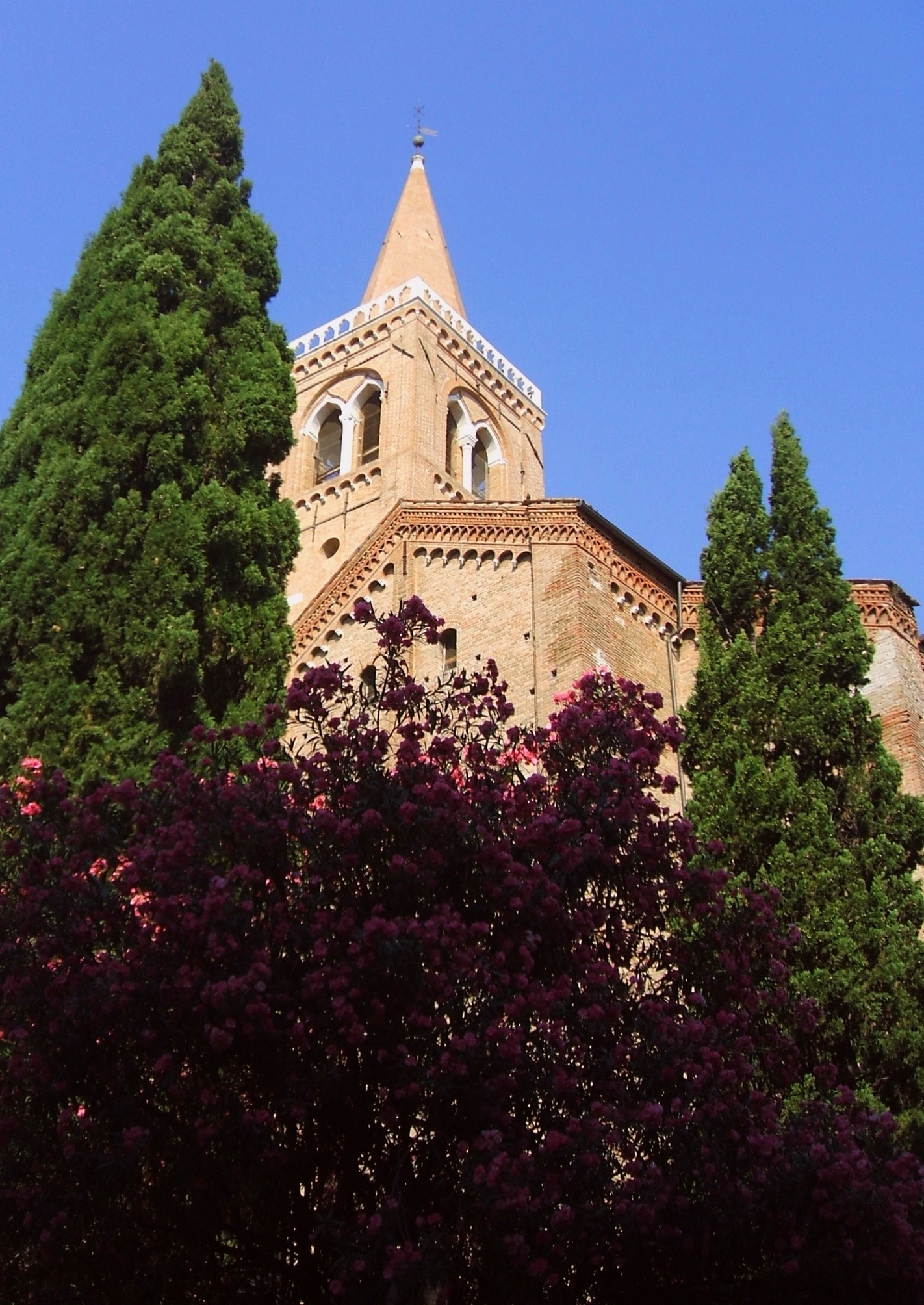
Il campanile visto dal retro.

Originariamente si ergeva, in parte dove è sita la sagrestia, una chiesa intitolata a san Giovanni Evangelista, che compare citata per la prima volta in un atto del 1069. 
Nel 1256 fu concessa ai padri agostiniani (aggiungendo all'intitolazione "e di Sant'Agostino"), originari di un piccolo monastero di eremiti brettinesi a nord di Fano, già presenti in città almeno dal 1247, come testimoniato da una bolla di papa Innocenzo IV.
L'atto di concessione nel 1256, del vescovo Giacomo, menziona che la allora parrocchia di San Giovanni Evangelista possedeva pascoli, terreni, vigne, a cui il vescovo aggiunse una casa e una torre attigue, oltre ad esentare i padri agostiniani e gli abitanti della parrocchia "ad omni lege diocesiana, et iurisdictione, et istitutione".
Grazie anche ad alcuni lasciti, i padri agostiniani acquistarono ulteriori proprietà contigue in aggiunta a quelle concesse, con l'intenzione di "edificare un monistero" in breve tempo, proposizione supportata anche da papa Alessandro IV con una bolla del 1257, concedendo a loro "di poter ricevere delle usure, rapine & altre cose male acquistate [..] fino al numero di 300 lire a Ravenna", a cui seguì l'anno successivo la bolla papale di conferma della concessione della parrocchia.
La benevolenza vescovile e papale verso gli ordini mendicanti era a quel tempo favorita dall'intenzione di combattere i movimenti eretici dei Catari, Patarini e Manichei, nonché come contrapposizione al dilagante malcostume del clero secolare.
Il nuovo impianto architettonico, conglobante in parte il precedente, era già in stadio avanzato di costruzione nel 1278 e in via di completamento attorno al 1287. Tra queste due date si possono notare due ripensamenti: il primo fu quello di rendere la struttura simmetrica, per cui sul fianco est si può notare un allungamento grazie ad una lesena angolare simmetrica alla cappella del campanile; il secondo fu l'innalzamento della facciata. Infatti la presenza di tre grossi occhi cechi, mai aperti e privi di ghiere, fanno pensare ad una ipotesi originaria diversa, un edificio di stile romanico, sottolineato dal colore rosso dei mattoni e dall'assenza di intonacatura. 
La struttura realizzata divenne la più importante del periodo gotico riminese, nonché l'edificio più grande mai costruito da un ordine mendicante nella città.
Seguirono diversi interventi a causa del terremoto del 1308, la cui intensità viene calcolata attorno all'ottavo grado della scala Mercalli. A tali interventi contribuì il favore della famiglia Malatesta, intenzionata a intrattenere una politica di buoni rapporti con gli ordini mendicanti per inserirsi gradualmente nelle istituzioni cittadine. Ad esempio, nel suo testamento del 1311, Malatesta il Mastin Vecchio stabilì che le spese necessarie per la celebrazione del capitolo generale dei frati eremitani a Rimini fossero sostenuti dai suoi eredi. Nel 1346 il governo cittadino, obbligato da Malatesta il Guastafamiglia, concesse agli agostiniani la via Nova per poter ingrandire il loro monastero, nel quale già operava a un collegio per novizi, una grande biblioteca e uno studio che diverranno, dopo quello bolognese, i più importanti della regione. Si formarono proprio qui due illustri esponenti dell'ordine agostiniano: il beato Tommaso e il teologo Gregorio da Rimini.
L'impianto gotico subì diversi lavori di rifacimento tra il 1580 e il 1585, soprattutto per quanto riguarda il tetto e gli affreschi, su spinta di un decreto vescovile che intimava al rettore della parrocchia di imbiancare "l'immagini de sancti depinti nelle mura e guasti nel tempo".
Nel Settecento seguirono numerosi ritocchi che ne hanno alterato in parte le originarie fattezze e decorazioni, imprimendole, soprattutto all'interno, uno stile barocco.
Frati agostiniani gestirono la chiesa e il monastero fino alle soppressioni napoleoniche.
Le spoglie mortali del beato Alberto Marvelli vennero traslate nella chiesa di Sant'Agostino, dal cimitero cittadino, nel 1974.

## Descrizione

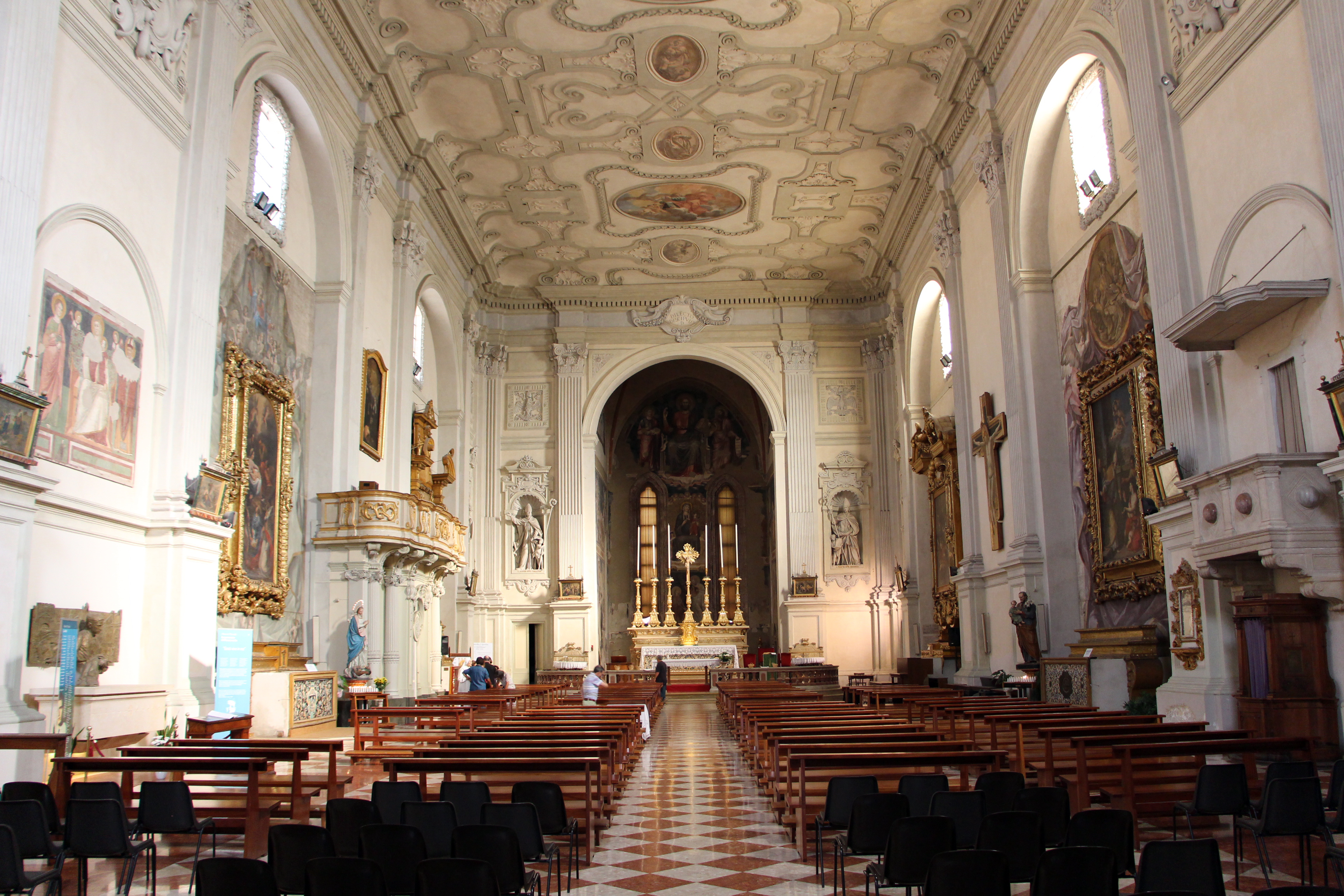
L'interno della chiesa.

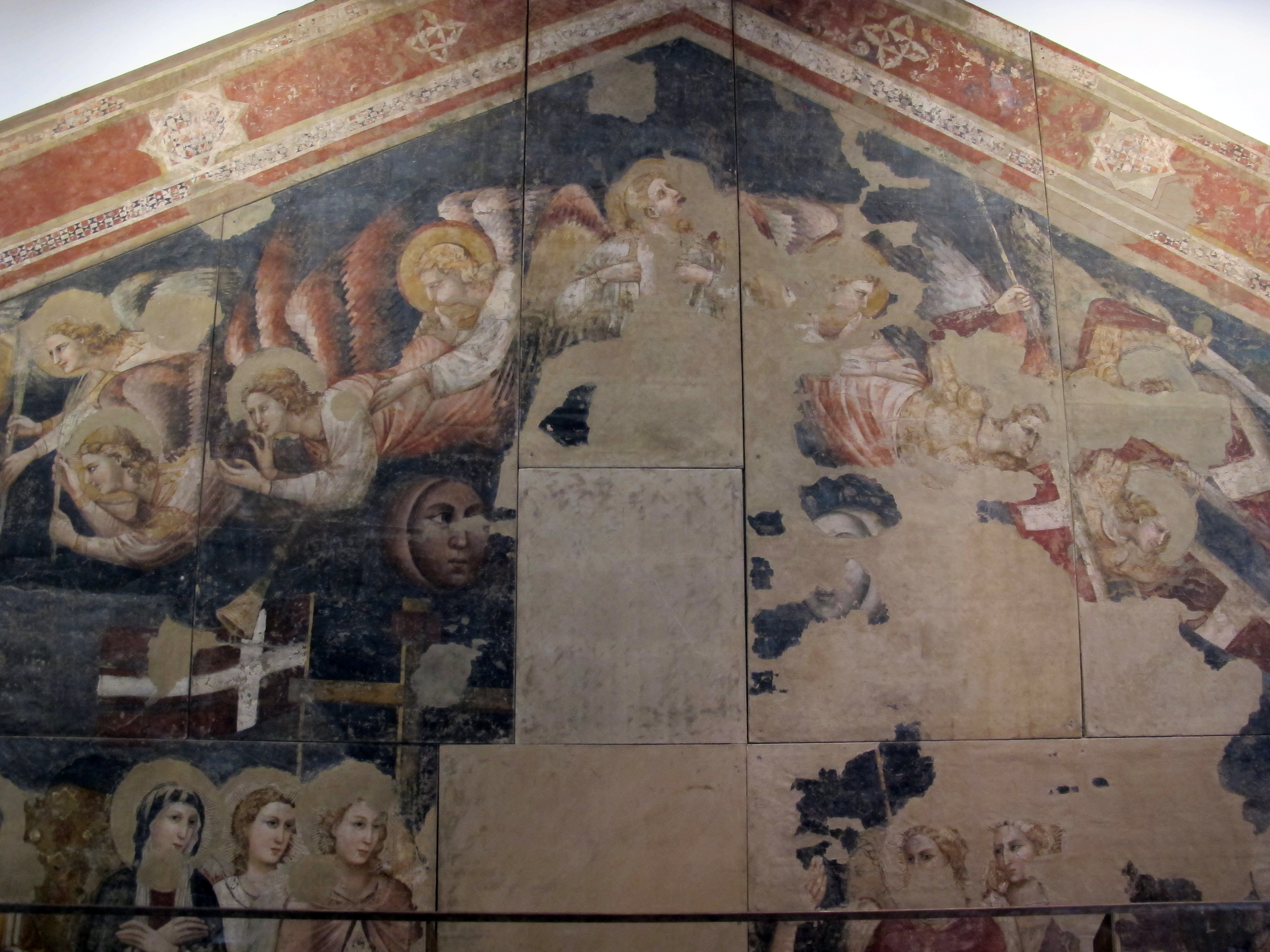
Stacco del Giudizio Universale, realizzato nel timpano, 1310. Oggi presso il Museo di Rimini.

Sita in via Cairoli, attigua a piazza Cavour, è nel pieno centro storico di Rimini.
La chiesa di Sant'Agostino è fra le più imponenti della città (soprattutto per il suo svettante campanile) e tuttora conserva parte del pregiatissimo ciclo pittorico della scuola riminese che la adornava prima dei lavori di rinnovo del XVII secolo e che ne testimoniava l'importanza religiosa e culturale.
Sulla spinta del menzionato lascito di Malatesta il Mastin Vecchio, il capitolo generale tra il 1315 e il 1318 commissionò alla bottega di Giovanni da Rimini la decorazione del coro e del timpano sopra l'arco trionfale, nella quale parteciparono anche i fratelli di Giovanni, ossia Giuliano e Zangolo. 
Da un lascito del 1303 che si proponeva di dotare l'altare maggiore di una maestà di Cristo e di una Madonna, si potrebbe dedurre che già tale bottega operava in sito e fosse la realizzatrice delle due commissioni.
L'abside e la cappella del campanile, le parti maggiormente conservate, presentano una serie di affreschi dedicati alla Vergine Maria, alla vita di san Giovanni evangelista e a Sant'Agostino. Alla loro base vi sono alcuni affreschi tardo-trecenteschi, in stato di conservazione precario, tra cui una Madonna e angeli di gusto tardogotico, ed ulteriori frammenti primo-quattrocenteschi.
Ricche di interesse sono inoltre le numerose cappelle laterali, nelle quali sono conservate pale settecentesche e statue in stucco di Carlo Sarti. Pregiati anche gli stucchi di Ferdinando Bibiena, che ornano il soffitto, e i vari affreschi di Vittorio Maria Bigari.